# Bergfilm
Der Begriff Bergfilm war ursprünglich die Bezeichnung für ein Filmgenre in der deutschen Filmgeschichte, wird aber heute auch im weiteren Sinne für Dokumentar- und Spielfilme rund um das Thema Berg gebraucht.

## Historischer Bergfilm
Das Filmgenre Bergfilm bildete sich in den 1920er-Jahren heraus und fand in dem Regisseur Arnold Fanck seinen Hauptvertreter.
Ebenfalls zu den bedeutendsten Regisseuren des Bergfilms gehörten Luis Trenker (Der verlorene Sohn, 1934) und Leni Riefenstahl (Das blaue Licht, 1932), die hier ihre Filmkarriere begann. In dem Genre arbeiteten auch Harald Reinl mit Bergkristall (1949) und Hans Ertl mit Nanga Parbat (1953).  Der Bergfilm brachte für die Kameraleute ganz neue Anforderungen mit sich. Freiluftaufnahmen bei natürlichem Licht in all seinen Helligkeitsstufen sowie mitunter schwierige Gelände- und Wetterbedingungen erforderten geschickte Kameraleute, die zudem auch die Berglandschaft als natürliche Kulisse richtig ins Bild zu bringen hatten. Bedeutendste Kameraleute des Bergfilms waren Hans Schneeberger, Sepp Allgeier und Richard Angst, die allesamt kurz- oder längerfristig für Arnold Fanck arbeiteten.
Folgend einige bedeutende Beispiele des Genres Bergfilm:
- Die Geierwally – eine Art Blaupause für den Bergfilm. Verfilmungen: 1921, 1940, 1956, 1988 und 2005[2]
- 1929: Die weiße Hölle vom Piz Palü
- 1931: Berge in Flammen
- 1932: Das blaue Licht

## Moderner Bergfilm
Heute wird der Begriff Bergfilm oft weiter gefasst und umschließt neben Spielfilmen auch Kurzfilme und Dokumentationen, welche sich mit Natur, Sport und Kultur in den Bergen befassen. Der klassische Bergfilm erlebt eine Renaissance durch Spielfilme wie In eisige Höhen über das Höhenbergsteigen anhand des Unglücks am Mount Everest 1996, Joseph Vilsmaiers Nanga Parbat über die Geschichte der Messner-Brüder, Cliffhanger mit Motiven des Freeclimbing, Nordwand über das historische Alpinklettern, oder Am Limit über die modernsten Spielarten des Extremkletterns (Huber-Brüder).
Auch der Skifilm (siehe unten) ist eine Variante des modernen Bergfilms.

## Dokumentarfilm und Heimatfilm
Erzählerisch gestalten sich auch Filme, die das klassische Genre des alpenländischen Heimatfilms von Romantisierung und Verkitschung der Kriegs- und Nachkriegsjahre zu befreien suchen, dafür hat sich etwa „Neuer Heimatfilm“ als Begriff eingebürgert. In diesem Kontext finden sich Literaturverfilmungen, halbdokumentarische Filmwerke und Fernsehfilme, etwa Theo Maria Werners Wetterleuchten über dem Zillertal (1974), Hans W. Geißendörfers Sternsteinhof (1975/76), Jo Baiers Rauhnacht 1984, Fredi M. Murers Höhenfeuer und Xavier Kollers Der schwarze Tanner (beide 1985), Joseph Vilsmaiers Herbstmilch und Xaver Schwarzenbergers Krambambuli (1998, nach der gleichnamigen Erzählung), Stefan Ruzowitzkys Die Siebtelbauern (1998), die Geierwallyverfilmungen von Walter Bockmayer (1988) und Peter Sämann  (2005), in weiterem Sinne auch Vilsmaiers Schlafes Bruder (1995) und Bergkristall (2004), oder Hans Steinbichlers Hierankl (2003), Modernisierungen des Wildschützgenres wie Hans-Günther Bückings Jennerwein (2003) und Historienfilme wie Schwarzenbergers Andreas Hofer – Die Freiheit des Adlers (2002).
Zusätzlich zu den belletristischen Filmen sind in jüngerer Zeit auch zahlreiche Dokumentationen über die spezifische Kultur der Begräume getreten. Zu diesen gehören etwa preisgekrönte Schweizerische Produktionen in der Tradition Murers Wir Bergler in den Bergen sind eigentlich nicht schuld, daß wir da sind (1974), wie Das Erbe der Bergler (Erich Langjahr, 2006) oder Bergauf, Bergab (Hans Haldimann, 2008) und weitere Werke wie Peak – Über allen Gipfeln (Hannes Lang, 2011).

## Skifilm
Zum Genre Bergfilm gehört auch der Skifilm. Seine Wurzeln liegen ebenfalls in den 1920er Jahren. Bedeutende Skifilme drehten zum Beispiel Willy Bogner, Arnold Fanck und Luis Trenker. Sepp Allgeier und Fanck führten Bergfilm und Sportfilm zu einem Genre zusammen; Bogner fand als Regisseur und skifahrender Kameramann für einige James-Bond-Filme neue Möglichkeiten zum Drehen rasanter Verfolgungsjagden auf Skiern. 1986 erschien sein Film Feuer und Eis; dieser ergänzte das Genre um die Bildsprache des Videoclips.

## Bergfilm-Festivals
International ist eine Reihe von Festivals entstanden, welche Bergfilme auszeichnen. Von den in der International Alliance for Mountain Film zusammengeschlossenen Festivals gehören das Banff Mountain Film Festival und das Bergfilmfestival in Trient zu den Bekanntesten. Auch in Deutschland gibt es seit 2003 ein mittlerweile international bekanntes Bergfilmfestival in Tegernsee.  Zu den Gewinnern des Festivals zählten in den letzten Jahren Filme wie Nordwand  und Touching The Void. In Österreich sind das Berg- und Abenteuerfilmfestival Graz und das Bergfilmfestival Salzburg „Abenteuer Berg – Abenteuer Film“ zu nennen.

## Sonstiges
Das „Goldene Matterhorn“ für den besten Bergfilm im Jahr 2000 erhielt der Film Glücklicher Ikarus. Toni Bender, einer der weltbesten Gleitschirmflieger, überquerte die Alpen mittels Gleitschirm und filmte dabei.